# Paramushir
Paramushir (en ruso, Парамушир; en japonés: Horomushiru, パラムシル) es una isla en el archipiélago de las islas Kuriles. Tiene una superficie de 2053 km². Pertenece al grupo de las Kuriles septentrionales dentro de la óblast de Sajalín.

## Geografía

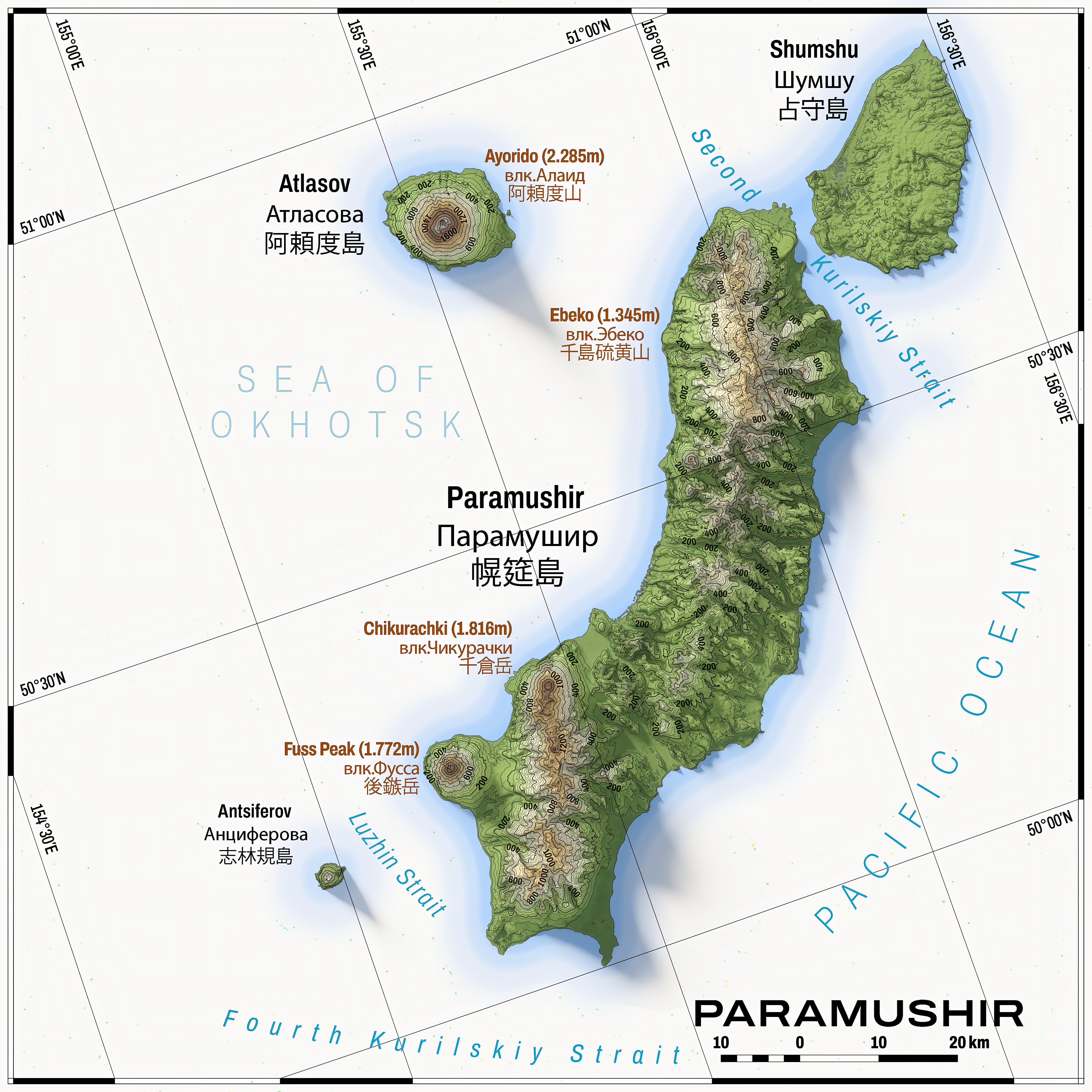
Mapa de Paramushir

La isla de Paramushir se encuentra entre las coordenadas geográficas siguientes:
- latitud: 50°00' y 50°46' N,
- longitud: 155°12' y 156°10' E,
- máxima altitud: 1816 m s. n. m.

Al noreste se encuentra la isla Shumshu, separada por el Segundo Estrecho de las Kuriles, y al suroeste las islas Onekotan y Makanrushi, separadas por el Cuarto Estrecho de las Kuriles.